# Rajd Grecji 1976
Rajd Akropolu 1976 - Rajd Grecji (23. Acropolis Rally) – 23 Rajd Grecji rozgrywany w Grecji w dniach 22-28 maja. Była to piąta runda Rajdowych mistrzostw świata w roku 1976. Rajd został rozegrany na nawierzchni szutrowej. Baza imprezy była zlokalizowana w mieście Ateny.

## Wyniki końcowe rajdu[1]
| Msc. | Kierowca              | Pilot                 | Samochód                 | Czas     | Strata   | Punkty |
| ---- | --------------------- | --------------------- | ------------------------ | -------- | -------- | ------ |
| 1    | Harry Källström       | Claes-Göran Andersson | Datsun 160J              | 8:43.14  | 0.0      | 20     |
| 2.   | Tasos Livieratos      | Miltos Andriopoulos   | Alpine-Renault A110 1800 | 8:48.38  | +5.24    | 15     |
| 3.   | Shekhar Mehta         | Henry Liddon          | Datsun 160J              | 9:09.53  | +26.39   |        |
| 4.   | Iórgos Moschous       | Dimítris Arvanitakis  | Alfa Romeo Alfetta GT    | 9:32.23  | +49.09   | 10     |
| 5.   | Klaus Russling        | Manfred Essig         | Opel Ascona              | 9:52.18  | +1:09.04 | 8      |
| 6.   | Stasys Brundza        | Arvydas Girdauskas    | Lada 1600                | 9:54.16  | +1:11.02 | 6      |
| 7.   | Ioánnis Papadamandiou | Kóstas Tsavos         | BMW 2002 TI              | 10:41.57 | +1:58.43 | 4      |
| 8.   | Leo Schirnhofer       | Harald Gottlieb       | Volkswagen 1303S         | 10:42.50 | +1:59.36 | 3      |
| 9.   | Horst Rausch          | Jutta Fellbaum        | BMW 2002 TI              | 10:46.19 | +2:03.05 |        |
| 10.  | Horst Niebergall      | Bernd Fromann         | Wartburg 353             | 11:31.52 | +2:48.38 | 1      |

## Klasyfikacja producentów po 5 rundach
| Lp | Producent  | Pkt. |
| -- | ---------- | ---- |
| 1  | Lancia     | 50   |
| 2  | Opel       | 42   |
| 3  | Datsun     | 30   |
| 4  | Saab       | 20   |
| 4  | Mitsubishi | 20   |

- Uwaga: Tabela obejmuje tylko pięć pierwszych miejsc.